# Ester synthétique
 (juillet 2012).
 (mars 2017).
Sa qualité peut être largement améliorée en utilisant un vocabulaire plus directement compréhensible.
Le terme ester synthétique désigne des bases lubrifiantes produites à travers un processus de synthèse en partant d’huiles végétales avec des caractéristiques particulières et d’alcools/polyalcools sélectionnés.

## Caractéristiques
Ces bases viennent de sources renouvelables exactement comme les esters naturels, mais, elles sont fabriquées en choisissant l’acide gras qui doit réagir avec l’alcool sélectionné. Ceci représente un point très important car ce choix intéressera seulement ceux qui ne contiennent aucun double lien de carbone (par exemple l'acide palmitique) ou ceux avec un seul double lien carbone (l'acide oléique).
Cette option fondamentale permet de formuler avec les esters synthétiques des lubrifiants réfrigérants qui garantissent une résistance optimale à la chaleur et aux phénomènes d’oxydation, car la présence de liaisons C=C qui peuvent être attaquées est très basse.
Pour ce qui concerne les caractéristiques techniques de la lubio-réfrigération dans les usinages mécaniques, les esters synthétiques offrent des performances de lubrification dépassant hautement celles des huiles minérales. En disposant de molécules polaires, celles-ci se disposent de façon tenace et uniforme sur la surface de la pièce mécanique, en permettant à l’outil de la travailler plus facilement.

## Utilisation
Les extraordinaires propriétés lubrifiantes, le profil hygiénique et sanitaire supérieur à celui de tout autre base utilisée pour la production de lubrifiants et réfrigérants et la grande résistance dans le temps aux phénomènes de polymérisation et oxydation, font des esters synthétiques les bases les plus modernes et performantes pour la production de fluides lubrifiants et réfrigérants, autant purs qu'émulsionnés. Ils présentent en outre un degré optimal de solubilité par rapport aux additifs spéciaux normalement utilisés dans les formules lubrifiantes et réfrigérantes et, comme d’autres bases, il est possible de choisir entre différentes typologies d’esters synthétiques en fonction de la viscosité finale que l’on désire.

## Comparaison technique des esters et des produits à base de pétrole
La grille ci-dessous compare différentes valeurs typiques (chimique, chimico-physique, concernant la sécurité, économique) entre :
- Esters synthétiques
- PAO (polyalfaoléfines, produits issus de la synthèse pétrochimique)
- Huiles minérales

| Caractéristiques                                 | Huiles minérales A | Polyalfaoléfines                         | Esters de synthèse organique C                                      |
| ------------------------------------------------ | ------------------ | ---------------------------------------- | ------------------------------------------------------------------- |
| Indicateur de viscosité                          | ≤100               | A + 30-40 %                              | A + 80-100 %                                                        |
| Niveau d'inflammabilité °C                       | 120-240 °C         | A + 15-20 %                              | A + 25-40 %                                                         |
| Point de fumée °C                                | 80-160 °C          | A + 15 %                                 | A + 40 %                                                            |
| Volatilité TGA %                                 | 5-50               | A - 10 %                                 | A - 30 %                                                            |
| Résidu de carbone % Masse                        | 0,2 ÷ 3            | 0,2 ÷ 1                                  | 0,2 ÷ 1                                                             |
| Contenu en soufre %                              | < 1                | 0                                        | 0                                                                   |
| Propriété EP-AW                                  | basse              | basse                                    | bonne                                                               |
| Effet moussant                                   | modeste/discrète   | basse                                    | basse                                                               |
| Biodégradabilité                                 | non                | non                                      | oui                                                                 |
| Toxicité : TLV mg/m3                             | > 1 < 5            | = 5                                      | ≥ 10 (STIMA)                                                        |
| Aromatiques, naphténiques, IPA                   | oui                | non                                      | non                                                                 |
| Odeur                                            | caractéristique    | Presque inodore                          | de inodore à typique                                                |
| Densité kg/l                                     | ~ 0,90             | 0,80 ÷ 0,90                              | 0,85 ÷ 0,95                                                         |
| Indice d'iode (résistance à l’oxydation)         | > 20               | < 1                                      | > 0,1 < 120                                                         |
| Résistance à l’hydrolyse                         | discrète           | bonne                                    | modeste                                                             |
| Capacité d'être mélangés avec des additifs EP-AW | bonne              | modeste                                  | bonne                                                               |
| Coût €/kg                                        | ~ 0,90             | ≥ (A x 5)                                | ≥ (A x 3)                                                           |
| Impôt de consommation (à ajouter au coût/kg)     | oui                | oui                                      | non                                                                 |
| Compatibilité joints/vernis                      | bonne              | ils rétrécissent/utiliser seulement EPOX | basse viscosité pourraient gonfler utiliser seulement Epox et Viton |
| Élimination recyclage huiles usées/Coût          | oui / variable     | oui / variable                           | oui/ DL 22/97                                                       |

## Considérations résomptives
Une grande attention est dédiée au choix des esters qui doivent remplacer les huiles minérales ou les dérivés pétrochimiques pour formuler des huiles de coupe non solubles dans l’eau pour des usinages mécaniques dans l’enlèvement des copeaux ou dans la déformation du plastique. On préfère normalement les esters qui, au même niveau de viscosité, ont une résilience supérieure à la dégradation due à l’oxydation thermos-catalytique.
Une grande attention concerne aussi la sélection des esters qui vont remplacer les huiles minérales ou les dérivés pétrochimiques pour formuler des huiles de coupe pouvant se disperser dans l’eau pour des usinages mécaniques et pendant l’enlèvement des copeaux. On préfère[Qui ?] celle, au même niveau de viscosité, qui ont une résistance supérieure à l’hydrolyse dans un milieu basique.